# Cez
Cez (Cs, łac. caesium) – pierwiastek chemiczny, metal alkaliczny. Nazwa łacińska caesium (błękitny) pochodzi od silnych niebieskich linii spektralnych w widmie cezu.

## Charakterystyka
Jest jednym z najbardziej reaktywnych pierwiastków, na powietrzu bardzo szybko pokrywa się ciemnym nalotem tlenku cezu, z wodą i kwasami reaguje wybuchowo. Fluorek cezu (CsF) jest jednym ze związków o najwyższym udziale wiązania jonowego (92%). Cez w reakcji ze złotem daje jonowy złotek cezu (CsAu), który rozkłada się w kontakcie z wodą na złoto i wodorotlenek cezu.

## Odkrycie
Cez został odkryty w 1860 roku przez Roberta Bunsena i Gustava Kirchhoffa podczas spektroskopowego badania wody mineralnej pochodzącej z Dürkheim w Niemczech. Metaliczny cez po raz pierwszy otrzymał w 1882 roku szwedzki chemik Carl Theodor Setterberg poprzez elektrolizę suchego, stopionego cyjanku cezu.

## Występowanie
Minerałem o relatywnie wysokiej zawartości cezu jest pollucyt (polluksie), uwodnionym krzemianie cezu glinu, 2Cs
2O·2Al
2O
3·9SiO
2·H
2O. Cez występuje w skorupie ziemskiej w ilości 0,3 ppm (liczba atomów), tj. 1,9 ppm wagowo.

## Izotopy
W przyrodzie w sposób naturalny występuje w postaci jedynego (spośród 40 znanych w roku 2003) trwałego izotopu 133Cs. Ponadto sztuczne, radioaktywne izotopy cezu, stanowiące produkty rozszczepienia występują w wypalonym paliwie jądrowym. Izotopy 134Cs i 137Cs ulegały deponowaniu w różnych osadach w wyniku opadów promieniotwórczych o zasięgu globalnym, będących skutkiem próbnych wybuchów jądrowych przeprowadzanych w atmosferze w połowie XX wieku oraz awarii nuklearnych, przede wszystkim tej w Czarnobylu.
Ze względu na dłuższy czas połowicznego rozpadu, obecnie wykrywany jest przede wszystkim 137Cs, najczęściej w osadach powodziowych. Co więcej, 137Cs, zwany radiocezem (ang. radiocesium), należy wraz z 131I oraz izotopami gazów szlachetnych do grupy radioizotopów najliczniej uwalnianych w wypadku awarii reaktorów jądrowych. Jednak w odróżnieniu od radioizotopów gazów szlachetnych, skażenie promieniotwórczymi izotopami cezu stanowi poważniejsze zagrożenie dla zdrowia, ponieważ cez wykazuje chemiczne podobieństwo do potasu, przez co wbudowuje się w cały organizm człowieka, szczególnie do śledziony, wątroby i mięśni (natomiast 131I jest niebezpieczny głównie ze względu na wchłanianie przez tarczycę). Dopuszczalne roczne doustne wchłonięcie radiocezu 137Cs zostało określone przez EPA na 3,7 MBq.
Radiocez 137Cs występuje w równowadze promieniotwórczej ze swoim produktem rozpadu, 137Ba. Generują one promieniowanie beta o energii 512 keV i gamma o energii 662 keV.
Nuklidy 137Cs i 137Ba są często wykorzystywane w przemyśle (radiografia) oraz w badaniach geofizycznych (sonda γ – γ), gdyż dają jedną silną linię promieniowania γ o energii 662 keV.